# Plymouth (Royaume-Uni)
Pour les articles homonymes, voir Plymouth.
Plymouth (en anglais : [ˈplɪməθ] ) est une ville située dans le comté de Devon (Sud-Ouest de l'Angleterre), à 350 km au sud-ouest de Londres, à l’embouchure de deux fleuves le Plym (en) et le Tamar, qui se rejoignent pour former un port naturel, Plymouth Sound. Celui-ci abrite la principale base navale d'Angleterre (HMNB Devonport), des chantiers navals et des ferries à destination de la France et de l’Espagne.
Le Plymouth d'aujourd'hui correspond à la réunion de trois villes : Plymouth, Devonport et Stonehouse depuis 1914. En 1928, la ville obtient le statut de cité. Puis en 1967, Plymouth intègre deux autres agglomérations : Plympton et Plymstock. En 2011, la population est estimée  à 258 700 habitants. L’université de Plymouth était classée 9e par le nombre d’étudiants en 2009 au Royaume-Uni[réf. nécessaire].
En 2019, Plymouth a rejoint le mouvement Fab City, suivant l'appel lancé par le maire de Barcelone, Xavier Trias, à ce que toutes les villes du monde deviennent autosuffisantes pour 2054.

## Histoire
Les vestiges les plus anciens de la ville datent d'il y a plus d'un millénaire. Plymouth vient du nom du fleuve Plym, et de mouth (« embouchure »).
La ville a un riche passé maritime. La ville s’appela Sutton (de Southtown, la « ville du sud »), depuis la conquête normande (1066) jusqu'au XVIe siècle. Le nom ancien survit dans le nom du port original de la ville, Sutton Harbour. En 1339, au début de la guerre de Cent Ans, la ville est prise et pillée par une attaque de la marine française. En 1377, Plymouth subit une deuxième attaque dévastatrice menée par les navires de Jean de Vienne. Elle est de nouveau attaquée en 1403. Aussi est-elle fortifiée vers 1430, à la fin de la guerre de Cent Ans. Sous le règne d'Élisabeth Ire, elle est la quatrième plus grande ville d'Angleterre après Londres, Bristol et York. En 1625, le maire de la ville reconnait que des esclavagistes nord-africains ont capturé cet été-là environ 1 000 villageois de la région, pour les vendre au Maroc.
À partir du XVIe siècle, Plymouth est le port de départ de grandes expéditions maritimes avec notamment Sir Francis Drake, les « Pilgrim Fathers » (l'un des premiers groupes à émigrer vers les États-Unis), le capitaine Cook, et plus récemment Sir Francis Chichester (premier navigateur à faire le tour du monde en solitaire). Plymouth, très étendu, est un abri sûr pour la marine marchande qui en fait son port de prédilection (XVe et XVIe siècles), en attendant qu'il devienne aussi celui de la Royal Navy.
Son arsenal (fin XVIIe siècle) commence alors à abriter des installations immenses pour construire des vaisseaux de guerre : forges, chantier, magasins, mais aussi pour les armer, notamment Stonehouse (quartier de Plymouth), le Royal Victualling house, en granit de pierre de taille, véritable « magasin de vivre » et provisions de la marine. À Devonport (autre quartier de Plymouth), le Dock Yard est un immense chantier de vaisseaux de guerre, à côté de la poudrière, de la fonderie de canons, de l'hôpital militaire. En 1643, pendant la guerre civile anglaise, Plymouth résiste à un siège de trois mois lancé contre elle par les partisans de Charles Ier. La citadelle est construite en 1670. Guillaume III fait de Plymouth une place de guerre redoutable. En 1755, le phare de bois, planté sur un rocher au milieu de la mer, subit un incendie. Il est remplacé par l'actuel phare en granit d’Eddystone-Lighthouse érigé de 1756 à 1759, en pleine guerre de Sept Ans.
Au XIXe siècle, Plymouth Sound abrite les bâtiments marchands et Stonehouse Point est le point d'ancrage des vapeurs.

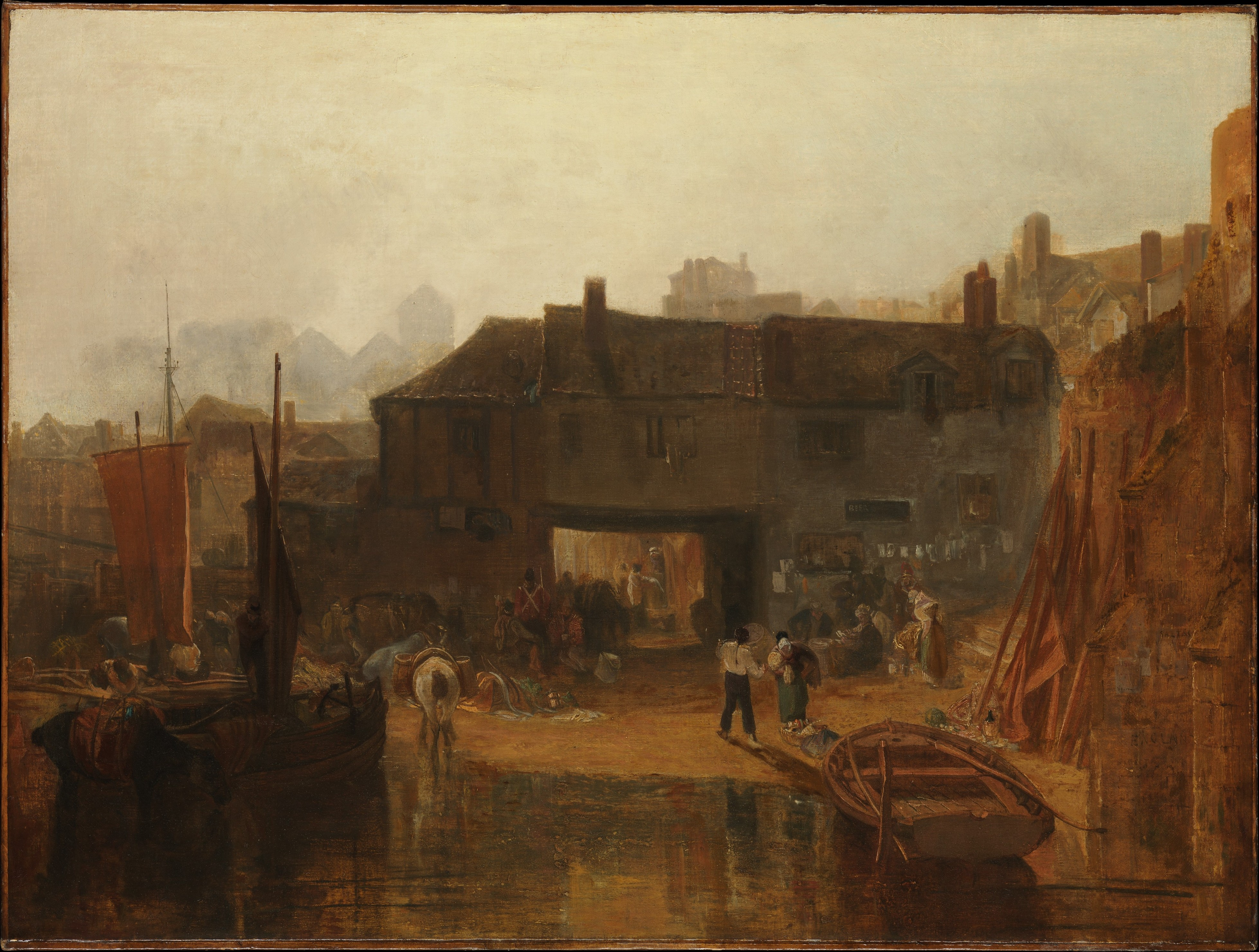
Saltash avec le ferry d'eau, Cornouailles
William Turner, 1811
Metropolitan Museum, New York

Le peintre William Turner lors de son voyage à l'ouest de l'Angleterre à l'été 1811, a réalisé une huile sur toile représentant le ferry qui relie la ville de Saltash à Plymouth. Ruskin a décrit la peinture dans une lettre de 1852 comme «ce que l'esprit voit quand il cherche de la poésie dans l'humble vie réelle».
Le célèbre brise-lame (breakwater) de 1 700 m de long, qui s'avance à trois milles de la côte, au milieu du détroit, est commencé en 1812 par l'ingénieur Rennie et 800 ouvriers. Le chantier est achevé en 1821 grâce à l'apport de deux millions de tonnes de pierres. C'est de Plymouth qu'appareille en 1815 le Bellerophon qui conduit Napoléon à Sainte-Hélène.

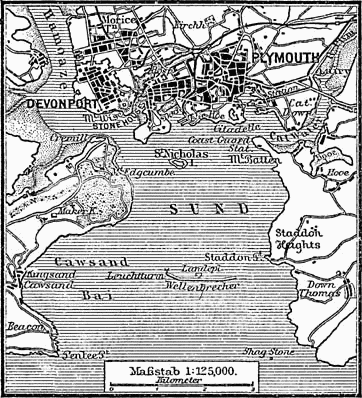
Carte allemande de Plymouth datant de 1888.

Au XXe siècle, toujours port de pêche et d'escale en plus d'être l'une des principales bases de la Royal Navy, elle est très violemment bombardée par la Luftwaffe pendant la Seconde Guerre mondiale. Après la destruction des chantiers navals et du centre-ville durant le Blitz de 1941, Plymouth est reconstruit dans un style austère sous la direction de l'architecte Patrick Abercrombie. Plymouth est aujourd'hui l'un des derniers chantiers navals de Grande-Bretagne. C'est encore la plus grande base navale en Europe de l'Ouest (HMNB Devonport). Les sites importants de la ville sont la Citadelle, le chantier naval de Devonport et la Barbacane Royale d'où des Pères pèlerins (« Pilgrim Fathers ») partirent pour le Nouveau Monde en 1620 à bord du Mayflower, où ils fondèrent la colonie de Plymouth et la ville homonyme.

## Économies
Du fait de sa situation géographique côtière, l'économie de Plymouth est essentiellement maritime, avec les chantiers de construction navale et le port de la Royal Navy (HMNB Devonport), ainsi qu'un port de commerce. Le chantier naval de Devonport est la seule structure de Grande-Bretagne capable d’assurer la maintenance des sous-marins nucléaires et la marine estime qu’il génère environ 10 % des revenus de la ville . Le pôle d’activités maritime, comportant 270 entreprises, est le plus grand du Sud-Ouest britannique.
La distillerie de gin de Plymouth produit, depuis 1793, le Plymouth Gin qui fut exporté dans le monde entier par la Royal Navy et fut le gin le plus distribué au monde dans les années 1930.
Depuis les années 1980, le nombre d’emplois dans le domaine de la défense a diminué de manière significative et le secteur public est maintenant le premier employeur de la ville (administration, santé, éducation et ingénierie). Parallèlement aux petites industries traditionnelles, des firmes importantes dans l’industrie aérospatiale et électronique se sont implantées. Le tourisme est en plein essor grâce à la valorisation des activités balnéaires.

## Monuments et attraits touristiques

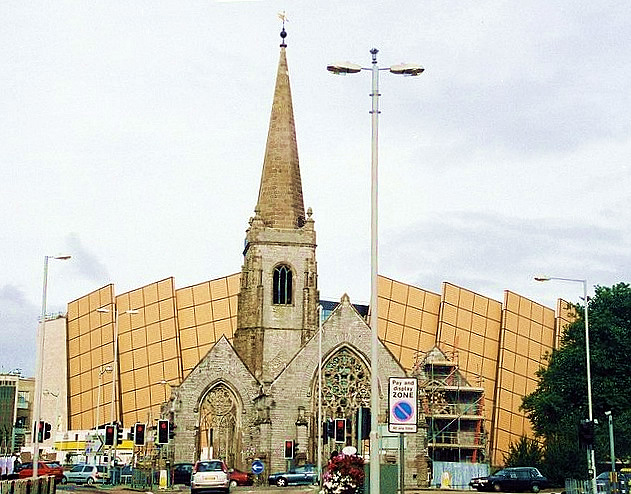
Église Charles de Falmouth, dédiée au roi Charles Ier, exécuté par le Parlement, avant d'être érigé en martyr chrétien, à la suite de la publication de lEikon Basilike.

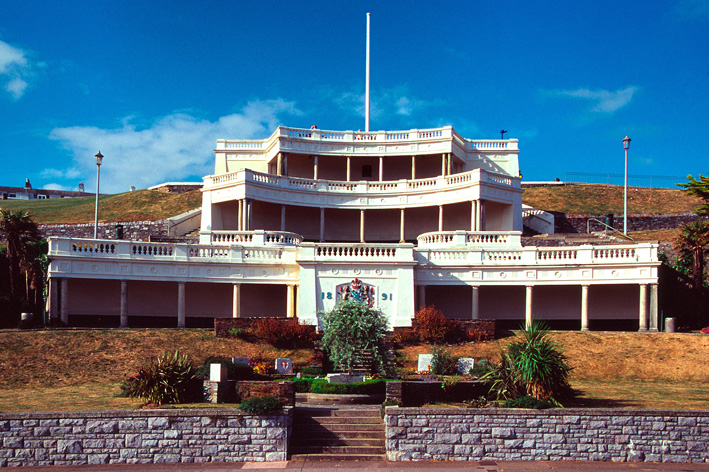
The Belvedere sur The Hoe.

Plusieurs monuments et lieux témoignent du rôle historique de Plymouth :
- Le Barbican est le nom donné au secteur nord-ouest du vieux port, une des rares parties de la ville à ne pas avoir été détruite pendant la Seconde Guerre mondiale. Deux ou trois rues conservent encore l’architecture d’un vieux port de pêche.
- Proche du Barbican, Le Mayflower Steps serait le lieu d’où les Pilgrim fathers auraient quitté la terre ferme pour embarquer à bord du Mayflower, le bateau avec lequel ils  rejoignirent le Nouveau Monde en 1620. Aujourd’hui, l'endroit consiste en un portique commémoratif à colonnes dorique construit en 1934 et une petite plateforme au-dessus de l'eau.
- Le Plymouth Hoe, ou le Hoe, est un vaste parc le long du littoral au sud de la ville, posé sur des falaises calcaires et surplombant le Sound. Lieu de promenade très apprécié, il est entouré par des monuments témoignant de son histoire maritime.
- Smeaton’s Tower, c’était la partie supérieure du phare d’Eddystone dessiné par John Smeaton. Située à l'origine sur les rochers dangereux de Eddystone Rock, à une vingtaine de kilomètres au sud-ouest de Plymouth. En 1877, elle a été démantelée et déplacée pierre par pierre pour être rebâtie sur le Plymouth Hoe. Elle est ouverte au public et offre une superbe vue sur le Sound et sur la ville.
- la statue de Sir Francis Drake sculptée par Boehm est placée sur le Hoe.
- le Armada Memorial,
- le Naval War Memorial ou monument aux morts, où sont inscrits 22 443 noms.
- La Citadelle Royale fut construite dans les années 1660, pour défendre le port des attaques navales. Elle est située à l'est de l'Hoe et entoure l'ancien fort construit à l'époque de Sir Francis Drake. Aujourd'hui, elle sert toujours de base pour l'armée.
- La Tinside Pool est une piscine de plein air originale, située au pied du Hoe. Elle fut construite dans le but de créer des emplois pendant la Grande Dépression. Le bâtiment est classé depuis 1998[9].
- Le Dôme est un musée retraçant l’histoire de la ville, de ses habitants et de son étroite relation avec la mer grâce à des expositions variées. Le bâtiment est situé à proximité du Hoe[10].
- Le National Marine Aquarium est le plus grand aquarium de Grande-Bretagne et possède le bassin le plus profond d'Europe. Les visiteurs sont amenés à faire le tour des océans de la planète, des côtes de Plymouth aux récifs de coraux tropicaux.
- Saltram House, exemple classique d’un manoir de l’époque georgienne, entouré d’un parc attrayant, situé sur la rive du fleuve Plym. Son ameublement et sa décoration réalisée par Robert Adam en 1768 ont été conservés.
- Mount Edgcumbe House, ancienne demeure du comte de Mount Edgcumbe. Cette maison de l’époque Tudor, construite entre 1547 et 1553 a résisté aux attaques de bombes en 1941 (le Blitz), mais pas à celles de 1943. Elle a été restaurée en 1958 et est délicatement meublée dans le style du XVIIIe siècle.

## Jumelages
| drapeau                | Pays       | Ville           | Territoire                         | Date |
| Drapeau de la France   | France     | Brest           | Bretagne                           | 1963 |
| Drapeau de la Pologne  | Pologne    | Gdynia          | Voïvodie de Poméranie              | 1976 |
| Drapeau de la Russie   | Russie     | Novorossiisk    | Krai de Krasnodar                  | 1990 |
| Drapeau de l'Espagne   | Espagne    | Saint-Sébastien | Communauté autonome du Pays basque | 1990 |
| Drapeau des États-Unis | États-Unis | Plymouth        | Massachusetts                      | 2001 |
| ---------------------- | ---------- | --------------- | ---------------------------------- | ---- |